# Woolavington
Woolavington is een civil parish in het Engelse graafschap Somerset met 2115 inwoners.